# Bucho recheado
O bucho recheado é um prato muito comum na Beira Alta, no oeste da Beira Baixa e no leste da Beira Litoral. Existe inclusivamente uma confraria dedicada a este prato regional.

## Bucho da Sertã
Tendo na carne de aves e de porco a base da sua confeção, o pão, o presunto, os ovos e, o sumo de laranja natural que à receita se junta, conferem-lhe um recheio farto, macio e adocicado. Basta assar 15 minutos no forno e eis uma iguaria requintada, perfeita para servir em fatias largas, acompanhado de rodelas de laranja e salada/hortaliça da época.